# 里奇蘭鎮區 (阿肯色州迪沙縣)
里奇蘭鎮區（英語：Richland Township）是位於美國阿肯色州迪沙縣的一個行政鎮區。

## 地方資料
里奇蘭鎮區的面積為111.97平方千米，當中陸地面積為111.23平方千米，而水域面積為0.74平方千米。根據2010年美國人口普查的數據，當地共有人口343人，而人口密度為每平方千米3.06人。